# Ясногорский (Оренбургская область)
Ясного́рский — посёлок в Новосергиевском районе Оренбургской области. Административный центр Ясногорского сельсовета.

## География
Посёлок находится на западе центральной части Оренбуржья, в пределах возвышенности Общий Сырт, в степной зоне, между рекой Малый Уран и региональной автодорогой 53Н-1917000. Площадь земельных угодий: свыше 30 тыс. гектар.

### Климат
Климат характеризуется как резко континентальный с продолжительной морозной зимой и относительно коротким жарким сухим летом. Среднегодовая температура составляет 4,5 °C. Средняя температура воздуха самого тёплого месяца (июля) — 21,5 °C (абсолютный максимум — 42 °C); самого холодного (января) — −15 °C (абсолютный минимум — −44 °C). Безморозный период длится около 145 дней. Среднегодовое количество атмосферных осадков составляет 350—400 мм, из которых 221 мм выпадает в тёплый период. Продолжительность снежного покрова составляет 139—140 дней.

### Часовой пояс
Посёлок Ясногорский, как и вся Оренбургская область, находится в часовой зоне МСК+2. Смещение применяемого времени относительно UTC составляет +5:00.

## История
Посёлок основан в 1929 году делегацией Московского электролампового завода. В 1966 году указом Президиума Верховного Совета РСФСР посёлок центральной усадьбы совхоза имени Электрозавода переименован в Ясногорский. Название - по расположенным неподалёку холмам, от слов "ясная гора".

## Население
| 2010 |
| ---- |
| 1147 |

### Национальный состав
Согласно результатам переписи 2002 года, преобладающие национальности — русские и башкиры.

## Улицы
| - ул. Грейдерная, - ул. Заречная, - ул. Ленинская, - ул. Лесная, - ул. Никоненко, | - ул. Парковая, - ул. Советская, - ул. Степная, - ул. Целинная, - ул. Шканова. |

## Инфраструктура
- Ясногорская школа,
- Электрозаводская участковая больница.

## Достопримечательности
Парк культуры и отдыха «Лесопарк Больничный». 

## Транспорт
Остановка общественного транспорта «Ясногорский». 